# Paracanthon rosinae
Paracanthon rosinae là một loài bọ cánh cứng trong họ Bọ hung (Scarabaeidae).